# Said Husseinow
Said Husseinow (tadschikisch Саид Ҳусейнов; russisch Саид Муслимович Гусейнов Said Muslimowitsch Gusseinow; * 10. April 1955 in Kulob, Tadschikische SSR) ist ein ehemaliger tadschikischer Radrennfahrer.

## Sportliche Laufbahn
Husseinow war in der Sowjetunion aktiv. Seine internationale Karriere begann 1974 mit dritten Plätzen im Grand Prix Guillaume Tell und in der Tour du Limousin. 1977 siegte er im Milk Race vor Alf Segersäll. 1978 und 1979 gewann er Etappen in der Kuba-Rundfahrt, Jugoslawien-Rundfahrt und in der Tour de l’Avenir. Im Giro delle Regioni war er 1979 auf einem Tagesabschnitt erfolgreich.
1979 wurde er Zweiter der Tour de l’Avenir hinter Sergei Suchorutschenko und in der Jugoslawien-Rundfahrt (ein Etappensieg).
Die Internationale Friedensfahrt bestritt er zweimal. 1978 wurde er 13. und 1979 16. der Gesamtwertung. 1980 wurde er Achter der Luxemburg-Rundfahrt und Vierter der Kuba-Rundfahrt. Bei den Straßenradsport-Weltmeisterschaften wurde er 1977 20. und 1978 49.